# Bishops whitmorei
Bishops és un gènere extint d'Australosphenida o Theria del principi del Cretaci d'Austràlia. L'única espècie registrada és Bishops whitmorei  trobada a Flat Rocks, Victoria. Aquest gènere va rebre el nom en honor del Dr Barry Bishop, anterior president del Comitè de Recerca i Exploració, National Geographic Society.